# Villa Azcapotzalco
Villa Azcapotzalco est une localité de la Ville de Mexico au Mexique. Elle est le siège de la délégation d'Azcapotzalco.

## Histoire
Villa Azcapotzalco est la localité la plus ancienne de la Ville de Mexico, capitale des Tépanèques, prise et détruite en 1430.